# Servicio de Ambulancias de Gales

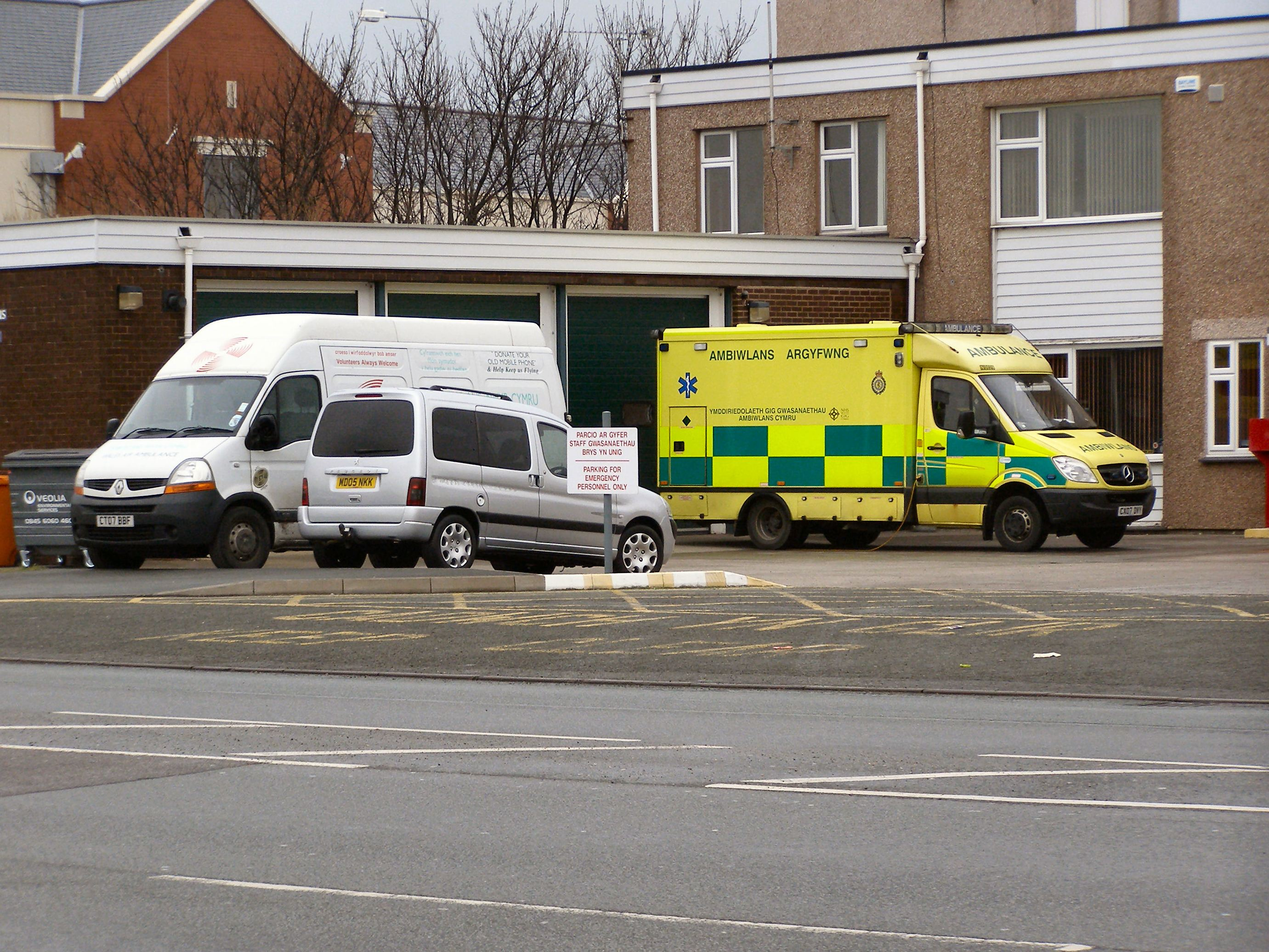
Estación de Ambulancias de Gales

El Servicio de Ambulancias de Gales (en inglés: Welsh Ambulance Service o Welsh Ambulance Services NHS Trust; y en galés: Ymddiriedolaeth GIG Gwasanaethau Ambiwlans Cymru) se estableció el 1 de abril de 1998 y cuenta con 2500 empleados. Suministra ambulancias a 2,9 millones de residentes de Gales.

## Organización
Su sede se encuentra en el Hospital H.M.Stanley, St Asaph, Denbighshire y se divide en tres regiones:
- Región Centro y Oeste con base en Ty Maes Y Gruffudd, Hospital Cefn Coed, Cockett, Swansea
- Región Norte con base en el Hospital H.M.Stanley, St Asaph, Denbighshire
- Región Sur-Este con base en Vantage Point House, Ty Coch Ind Est, Cwmbran